# Pedro Largo
Pedro Largo Carazo (Barcelona, 11 de junio de 1972) es un ex- jugador profesional de fútbol español. Actualmente está retirado del fútbol profesional. Formó parte de la Comisión Delegada de la Real Federación Española De Fútbol (2004-2008). Ostentó el cargo de  Secretario General de la AFE (2010).
Actualmente es Gestor Administrativo colegiado por el Colegio de Gestores Administrativos de Castilla y León con despacho en Soria.

## Clubes
| Club                   | País   | Año       |
| ---------------------- | ------ | --------- |
| C.D. Carabanchel       | España | 1988-1992 |
| Getafe C.F.            | España | 1992-1996 |
| CD Leganés             | España | 1996-1999 |
| Club Deportivo Badajoz | España | 1999-2001 |
| Real Murcia            | España | 2001-2004 |
| Polideportivo Ejido    | España | 2004-2006 |
| Xerez CD               | España | 2006-2007 |
| Linares Deportivo      | España | 2007-2008 |